# Multiprocessador
Un multiprocessador és un ordinador que disposa de més d'un processador (CPUs). Gràcies a això, el multiprocessador pot executar simultàniament diversos fils pertanyents a un mateix procés informàtic o bé a processos diferents.
Els ordinadors multiprocessador presenten problemes de disseny que no es troben en ordinadors monoprocessador. Aquests problemes deriven del fet que dos programes poden executar simultàniament i, potencialment, poden interferir entre si. Concretament, pel que fa a les lectures i escriptures en memòria.
Hi ha dues arquitectures que resolen aquests problemes:
- L'arquitectura NUMA, on cada processador té accés i control exclusiu a una part de la memòria.
- L'arquitectura SMP, on tots els processadors comparteixen tota la memòria.

Aquesta última ha de resoldre els problemes de coherència de la memòria cache. Cada microprocessador té la seva pròpia memòria cache local. De manera que quan un microprocessador escriu en una adreça de memòria, ho fa únicament sobre la seva còpia local en memòria cau. Si un altre microprocessador té emmagatzemada la mateixa adreça de memòria a la seva caché, resultarà que treballa amb una còpia obsoleta de la dada emmagatzemada.
Perquè un multiprocessador operi correctament necessita un sistema operatiu especialment dissenyat per a això. La majoria dels sistemes operatius actuals tenen aquesta capacitat.

## Nota
1. ↑  Kunle Olukotun; James Laudon. Chip multiprocessor architecture: techniques to improve throughput and latency.  Morgan & Claypool Publishers, 2007. ISBN 978-1-59829-122-3 [Consulta: 19 desembre 2011].